# Rafał Eysymontt
Rafał Krzysztof Eysymontt (ur. 20 marca 1959 we Wrocławiu) – polski historyk sztuki, profesor Uniwersytetu Wrocławskiego, popularyzator wiedzy o urbanistyce i architekturze Dolnego Śląska.

## Życiorys
Urodził się w rodzinie historyków sztuki, jego rodzicami byli Janina (1929–2013) i Krzysztof (1928–2018) Eysymonttowie. W roku 1978 rozpoczął studia w Instytucie Historii Sztuki Uniwersytetu Wrocławskiego.
W latach 1978–1980 współpracował ze Studenckim Komitetem Solidarności we Wrocławiu, kolportując wydawnictwa drugiego obiegu w Instytucie Historii Sztuki. W październiku 1980 był współorganizatorem NZS we Wrocławiu. Pod koniec grudnia 1981 aresztowany, następnie od stycznia do maja 1982 internowany w ośrodku odosobnienia w Nysie. Po uwolnieniu zaangażowany w dalszą działalność konspiracyjną. W latach 1984–1985 był nauczycielem w Liceum Sztuk Plastycznych w Jeleniej Górze-Cieplicach. W roku 1985 został zwolniony z pracy za działalność opozycyjną i w tym samym roku powołany roku do wojska. Przez następne lata pracował na własny rachunek jako dokumentalista zabytków.
Od roku 1993 pracownik naukowy Uniwersytetu Wrocławskiego. W latach 1990–1994 był radnym I kadencji rady miejskiej Wrocławia. W roku 1997 obronił pracę doktorską pt. Struktura architektoniczno-przestrzenna miasta późnośredniowiecznego w aspekcie socjotopograficznym na przykładzie Legnicy napisaną pod kierunkiem prof. Mariana Kutznera. Od roku 2012 zatrudniony na stanowisku profesora nadzwyczajnego.
Zainteresowania naukowa Rafała Eysymontta koncentrują się wokół historii urbanistyki, rewaloryzacji miast i architektury średniowiecznej. Jest autorem licznych publikacji popularnonaukowych o zabytkach Wrocławia i Dolnego Śląska, przewodników turystycznych, opisów w albumach fotograficznych, wytycznych konserwatorskich i studiów historyczno-urbanistycznych.

## Odznaczenia
W 2022 roku odznaczony Srebrną Odznaką Honorową Wrocławia.